# Hutagalung Siwaluompu
Hutagalung Siwaluompu is een bestuurslaag in het regentschap Tapanuli Utara van de provincie Noord-Sumatra, Indonesië. Hutagalung Siwaluompu telt 1202 inwoners (volkstelling 2010).